# Doliornis
Doliornis är ett fågelsläkte i familjen kotingor inom ordningen tättingar. Släktet omfattar endast två arter som förekommer i Anderna från Ecuador till centrala Peru:
- Kastanjebukig kotinga (D. remseni)
- Perukotinga (D. sclateri)